# Pop! The First 20 Hits
Pop! The First 20 Hits è un album di raccolta del gruppo musicale britannico Erasure, pubblicato nel 1992.

## Tracce
Testi e musiche di Vince Clarke e Andy Bell, eccetto dove indicato.
1. Who Needs Love Like That – 3:06 (Clarke)
2. Heavenly Action – 3:20
3. Oh L'amour – 3:07
4. Sometimes – 3:39
5. It Doesn't Have to Be – 3:46
6. Victim of Love – 3:38
7. The Circus (Remix) – 4:06
8. Ship of Fools – 4:03
9. Chains of Love – 3:43
10. A Little Respect – 3:31
11. Stop! – 2:54
12. Drama! – 4:05
13. You Surround Me – 3:38
14. Blue Savannah – 4:19
15. Star (Single Mix) – 3:38
16. Chorus – 4:29
17. Love to Hate You – 3:56
18. Am I Right? – 4:17
19. Breath of Life (Single Mix) – 3:55
20. Take a Chance on Me – 3:45 (Benny Andersson, Björn Ulvaeus/MC Kinky)
21. Who Needs Love Like That (Hamburg Mix) – 3:03 (Clarke)